# Italië op het Europees kampioenschap voetbal 2000
Italië was een van de deelnemende landen op het Europees kampioenschap voetbal 2000 in Nederland en België. Het was de vijfde deelname voor het land. Italië strandde in de finale van het EK 2000: na een 1-1 gelijkspel in de officiële speeltijd scoorde tegenstander Frankrijk in de verlenging, en wonnen de Fransen, met een golden goal, met 2-1.

## Kwalificatie
Italië speelden in Groep 1 van de kwalificatie voor het Europees Kampioenschap samen met Denemarken, Zwitserland, Wales en Wit-Russisch voetbalelftal. Italië kwalificeerde zich rechtstreeks door eerste te eindigen in de poule.

### Kwalificatieduels
| 5 september 1998 | Wales       | 0–2 (0-1) | Italië      |
| 10 oktober 1998  | Italië      | 2–0 (1-0) | Zwitserland |
| 27 maart 1999    | Denemarken  | 1–2 (0-1) | Italië      |
| 31 maart 1999    | Italië      | 1–1 (1-1) | Wit-Rusland |
| 5 juni 1999      | Italië      | 4–0 (3-0) | Wales       |
| 9 juni 1999      | Zwitserland | 0–0 (0-0) | Italië      |
| 8 september 1999 | Italië      | 2–3 (2-1) | Denemarken  |
| 9 oktober 1999   | Wit-Rusland | 0–0 (0-0) | Italië      |

|   | Land        | Wed | W | G | V | DV | DT | DS | Pnt |
| - | ----------- | --- | - | - | - | -- | -- | -- | --- |
| 1 | Italië      | 8   | 4 | 3 | 1 | 13 | 5  | +8 | 15  |
| 2 | Denemarken  | 8   | 4 | 2 | 2 | 11 | 8  | +3 | 14  |
| 3 | Zwitserland | 8   | 4 | 2 | 2 | 9  | 5  | +4 | 14  |
| 4 | Wales       | 8   | 3 | 0 | 5 | 7  | 16 | -9 | 9   |
| 5 | Wit-Rusland | 8   | 0 | 3 | 5 | 4  | 10 | -6 | 3   |

### Gebruikte spelers
Bondscoach Dino Zoff gebruikte in de acht kwalificatieduels voor het Europees Kampioenschap 30 verschillende spelers.
| Naam                  | Wedstrijden | Minuten | Doelpunten |    |   |
| --------------------- | ----------- | ------- | ---------- | -- | - |
| Fabio Cannavaro       | 8           | 720     | 0          | 0  | 0 |
| Christian Panucci     | 8           | 698     | 10         | 0  | 1 |
| Gianluigi Buffon      | 7           | 630     | 0          | 0  | 0 |
| Filippo Inzaghi       | 7           | 619     | 3          | 0  | 1 |
| Eusebio Di Francesco  | 7           | 530     | 0          | 1  | 3 |
| Paolo Maldini         | 6           | 540     | 1          | 1  | 3 |
| Diego Fuser           | 6           | 442     | 2          | 0  | 3 |
| Antonio Conte         | 6           | 426     | 1          | 2  | 0 |
| Demetrio Albertini    | 5           | 425     | 0          | 0  | 1 |
| Dino Baggio           | 5           | 405     | 0          | 0  | 1 |
| Christian Vieri       | 5           | 351     | 3          | 0  | 4 |
| Alessandro Nesta      | 4           | 360     | 0          | 0  | 7 |
| Luigi Di Biagio       | 4           | 250     | 0          | 1  | 1 |
| Enrico Chiesa         | 4           | 167     | 1          | 2  | 2 |
| Francesco Totti       | 4           | 109     | 0          | 3  | 1 |
| Alessandro Del Piero  | 3           | 150     | 2          | 41 | 2 |
| Paolo Negro           | 2           | 180     | 0          | 0  | 0 |
| Giuseppe Pancaro      | 2           | 112     | 0          | 1  | 0 |
| Giuliano Giannichedda | 2           | 86      | 0          | 2  | 0 |
| Angelo di Livio       | 2           | 53      | 0          | 2  | 0 |
| Roberto Baggio        | 2           | 44      | 0          | 2  | 0 |
| Angelo Peruzzi        | 1           | 90      | 0          | 0  | 0 |
| Moreno Torricelli     | 1           | 90      | 0          | 0  | 0 |
| Mark Iuliano          | 1           | 90      | 0          | 0  | 0 |
| Gianluca Pessotto     | 1           | 90      | 0          | 0  | 0 |
| Francesco Moriero     | 1           | 90      | 0          | 0  | 0 |
| Gianluca Zambrotta    | 1           | 90      | 0          | 0  | 0 |
| Vincenzo Montella     | 1           | 45      | 0          | 1  | 0 |
| Jonathan Bachini      | 1           | 28      | 0          | 1  | 0 |
| Michele Serena        | 1           | 6       | 0          | 1  | 0 |

## Oefeninterlands
Italië speelde vier oefeninterlands in de aanloop naar het EK voetbal in België en Nederland.

|                                              |                               |       |        |                                                                                   |
| 23 februari 2000 Vriendschappelijk 20:30 uur | Italië                        | 1 – 0 | Zweden | Stadio La Favorita, Palermo Toeschouwers: 17.249 Scheidsrechter: Luc Huyghe (BEL) |
| 23 februari 2000 Vriendschappelijk 20:30 uur | Alessandro del Piero 80' (pk) |       |        | Stadio La Favorita, Palermo Toeschouwers: 17.249 Scheidsrechter: Luc Huyghe (BEL) |

|                                 |                                                |       |        |                                                                                        |
| 29 maart 2000 Vriendschappelijk | Spanje                                         | 2 – 0 | Italië | Olympisch Stadion, Barcelona Toeschouwers: 53.600 Scheidsrechter: Claude Colombo (FRA) |
| 29 maart 2000 Vriendschappelijk | Alfonso Pérez Muñoz 61' Abélardo Fernandez 80' |       |        | Olympisch Stadion, Barcelona Toeschouwers: 53.600 Scheidsrechter: Claude Colombo (FRA) |

|                                 |                                         |       |          |                                                                                                   |
| 26 april 2000 Vriendschappelijk | Italië                                  | 2 – 0 | Portugal | Stadio Oreste Granillo, Reggio Calabria Toeschouwers: 23.199 Scheidsrechter: Anthony Zammit (MLT) |
| 26 april 2000 Vriendschappelijk | Filippo Inzaghi 75' Francesco Totti 88' |       |          | Stadio Oreste Granillo, Reggio Calabria Toeschouwers: 23.199 Scheidsrechter: Anthony Zammit (MLT) |

|                                         |                |       |        |                                                                                 |
| 3 juni 2000 Vriendschappelijk 16:00 uur | Noorwegen      | 1 – 0 | Italië | Ullevaal Stadion, Oslo Toeschouwers: 25.248 Scheidsrechter: Graham Barber (ENG) |
| 3 juni 2000 Vriendschappelijk 16:00 uur | John Carew 52' |       |        | Ullevaal Stadion, Oslo Toeschouwers: 25.248 Scheidsrechter: Graham Barber (ENG) |

## EK-selectie
- Cijfers bijgewerkt tot en met laatste vriendschappelijke interland tegen  Noorwegen op 3 juni 2000 in Oslo

| Nummer / Naam   | Nummer / Naam        | Geboortedatum | Caps / Goals | Club           | Debuut     |
| Doel            | Doel                 | Doel          | Doel         | Doel           | Doel       |
| --------------- | -------------------- | ------------- | ------------ | -------------- | ---------- |
| 1               | Christian Abbiati    | 08/07/1977    | 0 (0)        | AC Milan       | —          |
| 12              | Francesco Toldo      | 02/12/1971    | 7 (0)        | Fiorentina     | 08/10/1995 |
| 22              | Francesco Antonioli  | 14/09/1969    | 0 (0)        | AS Roma        | —          |
| Verdediging     |                      |               |              |                |            |
| 2               | Ciro Ferrara         | 11/02/1967    | 47 (0)       | Juventus       | 10/06/1987 |
| 3               | Paolo Maldini        | 26/06/1968    | 104 (7)      | AC Milan       | 31/03/1988 |
| 5               | Fabio Cannavaro      | 13/09/1973    | 33 (0)       | Parma FC       | 22/01/1997 |
| 6               | Paolo Negro          | 16/04/1972    | 7 (0)        | Lazio Roma     | 16/11/1994 |
| 13              | Alessandro Nesta     | 19/03/1976    | 22 (0)       | Lazio Roma     | 05/10/1996 |
| 15              | Marc Iuliano         | 12/08/1973    | 4 (1)        | Juventus       | 09/05/1998 |
| Middenveld      |                      |               |              |                |            |
| 4               | Demetrio Albertini   | 23/08/1971    | 66 (2)       | AC Milan       | 21/12/1991 |
| 7               | Angelo di Livio      | 26/07/1969    | 27 (0)       | ACF Fiorentina | 09/06/1995 |
| 8               | Antonio Conte        | 31/07/1969    | 16 (1)       | Juventus       | 27/05/1994 |
| 11              | Gianluca Pessotto    | 11/08/1970    | 13 (0)       | Juventus       | 09/10/1996 |
| 14              | Luigi Di Biagio      | 03/06/1971    | 15 (2)       | Inter Milan    | 28/01/1998 |
| 16              | Massimo Ambrosini    | 29/05/1977    | 4 (0)        | AC Milan       | 28/04/1999 |
| 17              | Gianluca Zambrotta   | 19/02/1977    | 5 (0)        | Juventus       | 10/02/1999 |
| 18              | Stefano Fiore        | 17/04/1975    | 2 (0)        | Udinese        | 02/23/2000 |
| Aanval          |                      |               |              |                |            |
| 9               | Filippo Inzaghi      | 09/08/1973    | 20 (6)       | Juventus       | 08/06/1997 |
| 10              | Alessandro del Piero | 09/11/1974    | 27 (9)       | Juventus       | 25/03/1995 |
| 19              | Vincenzo Montella    | 18/06/1974    | 3 (0)        | AS Roma        | 05/06/1999 |
| 20              | Francesco Totti      | 27/09/1976    | 12 (1)       | AS Roma        | 10/10/1998 |
| 21              | Marco Delvecchio     | 07/04/1973    | 4 (0)        | AS Roma        | 02/10/1999 |
| Bondscoach      |                      |               |              |                |            |
| Vlag van Italië | Dino Zoff            | 28/02/1942    |              |                |            |

## Wedstrijden op het Europees kampioenschap

### Groep B
| Land    | Wed | Win | Gel | Ver | DV | DT | +/− | Pnt |
| ------- | --- | --- | --- | --- | -- | -- | --- | --- |
| Italië  | 3   | 3   | 0   | 0   | 6  | 2  | 4   | 9   |
| Turkije | 3   | 1   | 1   | 1   | 3  | 2  | 1   | 4   |
| België  | 3   | 1   | 0   | 2   | 2  | 5  | -3  | 3   |
| Zweden  | 3   | 0   | 1   | 2   | 2  | 4  | --2 | 1   |

11 juni 2000
| Turkije | 1-2 | Italië | Koning Boudewijnstadion, Brussel |

14 juni 2000
| Italië | 2-0 | België | Koning Boudewijnstadion, Brussel |

19 juni 2000
| Italië | 2-1 | Zweden | Philips Stadion, Eindhoven |

### Kwartfinale
In de kwartfinale speelt Italië tegen de nummer 2 uit poule A, Roemenië. Deze wedstrijd werd met 2-0 gewonnen.
24 juni 2000
| Italië | 2-0 | Roemenië | Koning Boudewijnstadion, Brussel |

### Halve finale
In de halve finale treft Italië de groepswinnaar van poule D, Nederland, die in de kwartfinale met 6-1 van Joegoslavië won. In een spannende wedstrijd, waarin, in reguliere speeltijd, twee strafschoppen aan Nederlandse kant worden gemist, gaat Italië er uiteindelijk met de winst vandoor: Italië neemt de strafschoppen beter, en wint met 1-3 na strafschoppen.
29 juni 2000
| Nederland | 0-0 (1-3) | Italië | Amsterdam ArenA, Amsterdam |

### Strafschoppenserie
Luigi Di Biagio 

  Frank de Boer 

  Gianluca Pessotto 

  Jaap Stam 

  Francesco Totti 

  Patrick Kluivert 

  Paolo Maldini 

  Paul Bosvelt 

### Finale
In de finale moet Italië spelen tegen Frankrijk, de nummer twee uit poule D die ook al afrekende met Spanje en Portugal. Na een Italiaans doelpunt in de 55e minuut van Marco Delvecchio leek Italië lange tijd op rozen te zitten. In de blessuretijd maakte Sylvain Wiltord echter de gelijkmaker. In de verlenging die volgde scoorde David Trezeguet met een golden goal de 2-1 voor Frankrijk, en moest Italië genoegen nemen met een tweede plaats.
2 juli 2000
| Frankrijk | 2-1 (0-0) | Italië | Stadion Feijenoord, Rotterdam |

Poule A:
 Duitsland ·
 Roemenië ·
 Portugal ·
 Engeland
Poule B:
 België ·
 Zweden ·
 Turkije ·
 Italië
Poule C:
 Spanje ·
 Noorwegen ·
 Joegoslavië ·
 Slovenië
Poule D:
 Frankrijk ·
 Denemarken ·
 Nederland ·
 Tsjechië
FIGC · A-internationals · Selecties · Bondscoaches · Italiaans vrouwenelftal · Olympisch elftal · Italië U21 · Italië U20 · Italië U19 · Italië U18 · Italië U17 · Italië U16 · Vrouwen U17
1910 – 1919 ·
1920 – 1929 ·
1930 – 1939 ·
1940 – 1949 ·
1950 – 1959 ·
1960 – 1969 ·
1970 – 1979 ·
1980 – 1989 ·
1990 – 1999 ·
2000 – 2009 ·
2010 – 2019 ·
2020 − 2029
EK's: 1968 · 
1980 · 
1988 · 
1996 · 
2000 · 
2004 · 
2008 · 
2012 · 
2016 ·
2020 ·
2024
WK's: 1934 · 
1938 · 
1950 · 
1954 · 
1962 · 
1966 · 
1970 · 
1974 · 
1978 · 
1982 · 
1986 · 
1990 · 
1994 · 
1998 · 
2002 · 
2006 · 
2010 · 
2014
OS: 1912 · 
1920 · 
1924 · 
1928 · 
1936 · 
1948 · 
1952 · 
1960 · 
1984 · 
1988 · 
1992 · 
1996 · 
2000 · 
2004 · 
2008
1911 · 
1912 · 
1913 · 
1914 · 
1915 · 
1916 · 1917 · 1918 · 1919 · 
1920 · 
1921 · 
1922 · 
1923 · 
1924 · 
1925 · 
1926 · 
1927 · 
1928 · 
1929 · 
1930 · 
1931 · 
1932 · 
1933 · 
1934 · 
1935 · 
1936 · 
1937 · 
1938 · 
1939 · 
1940 · 
1941 · 
1942 · 
1943 · 1944 · 
1945 · 
1946 · 
1947 · 
1948 · 
1949 · 
1950 · 
1952 · 
1952 · 
1953 · 
1954 · 
1955 · 
1956 · 
1957 · 
1958 · 
1959 · 
1960 · 
1961 · 
1962 · 
1963 · 
1964 · 
1965 · 
1966 · 
1967 · 
1968 · 
1969 · 
1970 · 
1971 · 
1972 · 
1973 · 
1974 · 
1975 · 
1976 · 
1977 · 
1978 · 
1979 · 
1980 · 
1981 · 
1982 · 
1983 · 
1984 · 
1985 · 
1986 · 
1987 · 
1988 · 
1989 · 
1990 ·
1991 · 
1992 · 
1993 · 
1994 · 
1995 · 
1996 · 
1997 · 
1998 · 
1999 · 
2000 · 
2001 · 
2002 · 
2003 · 
2004 · 
2005 · 
2006 · 
2007 · 
2008 · 
2009 · 
2010 · 
2011 · 
2012 · 
2013 · 
2014 · 
2015 · 
2016 · 
2017 ·
2018 ·
2019 ·
2020 ·
2021 ·
2022 ·
2023 ·
2024
Albanië ·
Algerije ·
Argentinië ·
Armenië ·
Australië ·
Azerbeidzjan ·
België ·
Bosnië en Herzegovina ·
Brazilië ·
Bulgarije ·
Canada ·
Chili ·
China ·
Costa Rica ·
Cyprus ·
DDR ·
Denemarken ·
Duitsland ·
Ecuador ·
Egypte ·
Engeland ·
Estland ·
Faeröer ·
Finland ·
Frankrijk ·
Georgië ·
Ghana ·
Griekenland ·
Haïti ·
Hongarije ·
Ierland ·
IJsland ·
Israël ·
Ivoorkust ·
Japan ·
Joegoslavië ·
Kameroen ·
Kroatië ·
Liechtenstein · 
Litouwen ·
Luxemburg ·
Malta ·
Marokko ·
Mexico ·
Moldavië ·
Montenegro ·
Nederland ·
Nieuw-Zeeland ·
Nigeria ·
Noord-Ierland ·
Noord-Korea ·
Noord-Macedonië ·
Noorwegen ·
Oekraïne ·
Oostenrijk ·
Paraguay ·
Peru ·
Polen ·
Portugal ·
Roemenië ·
Rusland ·
San Marino ·
Saoedi-Arabië ·
Schotland ·
Servië ·
Servië en Montenegro ·
Slovenië ·
Slowakije ·
Sovjet-Unie ·
Spanje ·
Tsjechië ·
Tsjecho-Slowakije ·
Tunesië ·
Turkije ·
Uruguay ·
Venezuela ·
Verenigde Staten ·
Wales ·
Wit-Rusland ·
Zuid-Afrika ·
Zuid-Korea ·
Zweden ·
Zwitserland
Argentinië (1982) · 
Australië (2006) · 
België (2016) · 
België (2021) · 
Brazilië (1970) · 
Brazilië (1982) · 
Brazilië (1994) · 
Costa Rica (2014) · 
Duitsland (2006) · 
Duitsland (2012) · 
Engeland (2012) ·
Engeland (2014) ·
Engeland (2021) ·
Frankrijk (2000) · 
Frankrijk (2006) · 
Frankrijk (2008) · 
Ghana (2006) · 
Hongarije (1938) · 
Ierland (2012) · 
Joegoslavië (1968) · 
Kameroen (1982) · 
Kroatië (2012) · 
Nederland (2008) · 
Nieuw-Zeeland (2010) · 
Oekraïne (2006) · 
Oostenrijk (2021) · 
Paraguay (2010) · 
Peru (1982) · 
Polen (1982, 1) · 
Polen (1982, 2) · 
Roemenië (2008) · 
Spanje (2008) ·
Spanje (2012, 1) ·
Spanje (2012, 2) ·
Spanje (2016) ·
Spanje (2021) ·
Tsjechië (2006) · 
Turkije (2021) · 
Uruguay (2014) · 
Verenigde Staten (2006) · 
Wales (2021) · 
West-Duitsland (1982) · 
Zweden (2016) · 
Zwitserland (2021)